# 탐나는 가요
김경태의 탐나는 가요는 TBN 제주교통방송(제주 FM 105.5㎒, 광해악 FM 105.5㎒, 서귀포 FM 105.9㎒)에서 평일 밤 8시부터 9시 53분까지 방송되는 제주 전 지역의 7080 가요, 8090 가요, 0010 가요 프로그램이다.

## 프로그램 소개
- 어둑어둑 해진 저녁 8시, 저녁식사를 마치고도 집에 돌아가지 못하는 야간 운전자들의 동반자! 탐나는 가요 탐나는 태디가 들려주는 즐거운 음악과 우리네 사는 이야기로 밤길 운전을 유쾌하게 만들어드립니다.

## 요일 코너

### 월요일
- 그때 가요 차트 : 그때 그시절! 8090 인기 차트를 1위부터 10위까지 모아모아 들려드립니다
- 월요타파 월라밸 : 한치의 오차도 없는 황금비율로 한 주의 라이프 밸런스를 확실히 맞춰드리는, 본격 월요병 타파 코너! 추억의 롤라장 음악과 댄스가요 속에서 흔들어 흔들어~

### 화요일
- 이 밤의 끝을 잡고 : 이 밤의 끝말을 잡고 쭉쭉! 오늘 끝말의 종착역은 어디? 마지막은 시적 감성을 모두 모아 한 절의 시구로 완성!
- 명곡의 재발견 : 옛날 이야기처럼 듣고 또 들어도 신기한 팝음악의 재발견(박현준 팝칼럼니스트)

### 수요일
- 트로트 월드컵 : 청취자가 뽑은 트로트 1위곡은? 주제별로 즐겨듣는 트로트 한판 승부
- 수요일에 만나요 : 추억의 7080 가수, 제주도에서 활동하고 있는 가수와 함께하는 만남의 시간

### 목요일
- 문자What! Song~ : 문자왔송~ 문자왔송~ 탐나는 가요 선곡 장인들! 다 여기로 오실게요~ 주제에 따른 청취자들의 선곡을 들어보는 시간!
- 책 읽는 밤 : 감성돋는 이 밤, 빠져나올 수 없는 매력있는 책들을 소개합니다(정보배 보배책방 대표)

### 금요일
- 가요 오객주 퀴즈 : 오엑스, 객관식, 주관식 3단계 문제로 풀어보는 가요 퀴즈!
- 깨알정보통 : 생활 속 깨알같은 정보를 속 시원히 전해드리는 시간(신채연 리포터)